# MIN·MIN·MIN
〈MIN・MIN・MIN〉(민・민・민, 일본어: ミン・ミン・ミン)는 SDN48의 3번째 싱글이다. 2011년 8월 17일, 유니버설 뮤직을 통해 발매되었다.

## 개요
캐치 카피는 〈사랑을 할 때까지 긴데, 덧없는 것〉.
통상반 2형태(Type A / Type B. 모두 CD+DVD)와 극장반(CD만.수량 한정 생산)의 3형태로의 발매. 각각 쟈켓, 수록 내용이 다르다. 3형태 공통의 특전(통상반은 첫회 프레스분만)으로서 악수회 참가권이 봉입된다.
타이틀 곡 〈MIN・MIN・MIN〉은 토키와약품공업 〈면면타파(眠眠打破)〉 CM송. SDN48 명의로서는 3매 봐 첫 정체 첨부이며, 첫 CM출연이다. 타이틀은 〈면면타파(眠眠打破)〉라고 세미의 울음 소리를 곱한 것으로 의상이나 PV는 세미를 이미지 한 것이 되어 있다. 지금까지의 표제곡과 달리, 가사에 한국어는 사용되어 있지 않다.
언더걸즈 A가 노래하는 커플링곡 〈조르는 샴페인〉의 PV에는 AKB48의 코지마 하루나가 출연하고 있다. AKB48의 멤버가 SDN48의 PV에 출연하는 것은 처음이다. 또, Type B의 쟈켓에는 언더걸즈 A의 멤버가 기용되고 있다.
처음의 시도해로서 AKB48 악곡의 커버가 각 형태에 수록되고 있다. Type A에는 〈포니테일과 슈슈〉의 라이브 영상이 DVD에, Type B에는 〈Everyday, 카츄샤〉의 음원, 찍어 내림 PV가 CD, DVD에 각각 수록되고 있다(극장반은 〈Everyday, 카츄샤〉의 음원만). 〈Everyday, 카츄샤〉의 PV는 〈COUNT DOWN TV〉의 게스트 라이브를 의식한 내용이 되어 있어 2번은 컷 되고 있다. 또, 어레인지가 AKB48의 것과 일부 다르다.

## 참가 멤버

### MIN・MIN・MIN
(굵은 글씨는 센터)
- 1기생 : 우메다 하루카, 오오호리 메구미, 코하라 하루카, 콘도 사야카, 사토 유카리, 세리나
- 2기생 : 키모토 유키, KONAN, 다카하시 유이, 츠다 마리나, 후쿠다 아카네, 후지코소 유미

### 조르는 샴페인
「언더걸즈 A」 명의 (굵은 글씨는 센터)
- 1기생 : 아키타 카즈에, 우라노 카즈미, 카이다 쥬리, 카토 마미, 코치 마사미, 첸츄, 노로 카요, 하타케야마 치사키
- 2기생 : 아이카와 유키, 아키코, 이토 마나, 나츠코

### 아바즈레
「언더걸즈 B」 명의 (굵은 글씨는 센터)
- 1기생 : 이마요시 메구미, 오오코치 미사, 테즈카 마치코, 나츄, 니시쿠니하라 레이코, 미츠이 히로미
- 2기생 : 오오야마 아이미, 호소다 미유우, 마츠시마 루미
- 3기생 : 코죠 세아라, 코마타니 히토미, 시나하마 사에미, 시연, 토지마 하나, 하야카와 사요, miray

### Everyday, 카츄샤 (SDN48 ver.)
- 1기생 : 우메다, 우라노, 오오호리, 카이다, 카토, 코치, 코하라, 사토, 세리나, 노로
- 2기생 : KONAN, 후지코소

## 수록곡

### Type A
1. MIN・MIN・MIN
(작사：아키모토 야스시, 작곡：KOUTAPAI, 편곡：사사키 유타카)
2. 조르는 샴페인(おねだりシャンパン)
(노래：언더걸즈 A, 작사：아키모토 야스시, 작곡：마츠다 쥰이치, 편곡：y@suo ohtani(오오타니 야스오))
3. 아바즈레(アバズレ)
(노래：언더걸즈 B, 작사：아키모토 야스시, 작곡：Gajin, 편곡：나카니시 료스케)
4. MIN・MIN・MIN (off vocal ver.)
5. 조르는 샴페인(おねだりシャンパン) (off vocal ver.)
6. 아바즈레(アバズレ) (off vocal ver.)

DVD
1. 「MIN・MIN・MIN」Music Clip
2. 「조르는 샴페인(おねだりシャンパン)」Music Clip
3. 「아바즈레(アバズレ)」Music Clip

특전 (첫회 프레스분만)
- 레코딩 & MV 메이킹 영상 (Type A version)
- 포니테일과 슈슈(ポニーテールとシュシュ) (Live at Tokyo Dome City Hall)

### Type B
1. MIN・MIN・MIN
2. 조르는 샴페인(おねだりシャンパン)
3. Everyday, 카츄샤 (SDN48 ver.)(Everyday、カチューシャ (SDN48 ver.))
(작사：아키모토 야스시, 작곡·편곡：이노우에 요시마사)
4. MIN・MIN・MIN (off vocal ver.)
5. 조르는 샴페인(おねだりシャンパン) (off vocal ver.)
6. Everyday, 카츄샤 (SDN48 ver.)(Everyday、カチューシャ (SDN48 ver.)) (off vocal ver.)

DVD
1. 「MIN・MIN・MIN」Music Clip
2. 「조르는 샴페인(おねだりシャンパン)」Music Clip
3. 「Everyday, 카츄샤 (SDN48 ver.)(Everyday、カチューシャ (SDN48 ver.))」Music Clip

특전 (첫회 프레스분만)
- 레코딩 & MV 메이킹 영상 (Type B version)
- 싱가포르 공연 문서

### 극장반
1. MIN・MIN・MIN
2. 조르는 샴페인(おねだりシャンパン)
3. 아바즈레(アバズレ)
4. Everyday, 카츄샤 (SDN48 ver.)(Everyday、カチューシャ (SDN48 ver.))

특전
- 극장반 발매 기념 「평소보다 조금 길쭉하게 악수시켜 주어도 좋습니까?」악수회 참가권